# Джонсон (округ, Айова)
Джо́нсон (англ. Johnson County) — округ в США, штате Айова. На 2000 год численность населения составляла 111 006 человек. По оценке бюро переписи населения США в 2009 году население округа составляло 131 005 человек. Окружным центром является город Айова-Сити.

## История
Округ Джонсон был сформирован 21 декабря 1837 года.

## География
По данными Бюро переписи населения США площадь округа Джонсон составляет 1591 км².

### Основные шоссе
- Федеральная автострада 80
- Федеральная автострада 380
- Шоссе 6
- Шоссе 218/Автострада 27
- Автострада 1
- Автострада 22

### Соседние округа
- Линн  (север)
- Сидар  (северо-восток)
- Маскатин и Луиза  (юго-восток)
- Вашингтон  (юго-запад)
- Айова  (запад)
- Бентон  (северо-запад)

## Демография
По данным переписи населения 2000 года в округе проживало 111 006 жителей. Среди них 19,3 % составляли дети до 18 лет, 8,3 % люди возрастом более 65 лет. 50,8 % населения составляли женщины.
Национальный состав был следующим: 89,5 % белых, 4,2 % афроамериканцев, 0,3 % представителей коренных народов, 4,6 % азиатов, 3,4 % латиноамериканцев. 1,4 % населения являлись представителями двух или более рас.
Средний доход на душу населения в округе составлял $22220. 15,7 % населения имело доход ниже прожиточного минимума. Средний доход на домохозяйство составлял $54871.
Также 93,7 % взрослого населения имело законченное среднее образование, а 47,6 % имело высшее образование.